# André Gotteron
André Gotteron est un homme politique français né le 11 mai 1849 à Aixe-sur-Vienne (Haute-Vienne) et mort le 9 avril 1930 à Paris.

## Biographie
Docteur en droit, il commence par être juge suppléant à Angoulême, avant de s'inscrire comme avocat à Limoges en 1878, où il se crée rapidement une clientèle d'administrations et de collectivités locales.
En 1880, il fonde un journal, La France centrale qui est l'organe du parti républicain et qui parait jusqu'en 1886. Adjoint au maire de Limoges, conseiller général, il échoue aux élections législatives de 1885. Il effectue alors un long voyage qui dure trois ans et l'amène jusqu'en Extrême-Orient. Il revient en 1888 et est élu député en 1889. Réélu en 1893, il est battu en 1898. Il entre au Sénat en 1900 et siège au groupe de la Gauche républicaine. Il est secrétaire du Sénat de 1904 à 1906. Battu lors du renouvellement de 1909, il quitte la vie politique.
Il est blessé à Paris, le 23 mars 1918, lors d'un bombardement, puis il décède le 9 avril 1930.

## Sources
- « André Gotteron », dans le Dictionnaire des parlementaires français (1889-1940), sous la direction de Jean Jolly, PUF, 1960 [détail de l’édition]